# Allons en France

Logo ufficiale di Allons en France

« Allons en France » (AEF) è un programma, creato in occasione del Campionato mondiale di calcio 1998 che continua negli anni dieci del ventunesimo secolo e che ogni anno offre un soggiorno in Francia ai migliori allievi di lingua francese del mondo intero.
Dal 1998, il Ministère des Affaires étrangères (Ministero degli Affari esteri francese) organizza, al fine di selezionare i partecipanti, un concorso destinato a valorizzare l'apprendimento della lingua francese al di fuori della Francia. I vincitori di questo concorso sono quindi invitati a scoprire i vari aspetti della cultura francese mediante un soggiorno in Francia.
Questo programma intitolato «Allons en France» ha lo scopo di favorire la costruzione dell'identità francofona dei partecipanti mediante l'utilizzo in modo attivo della lingua francese.
«Allons en France» premia ogni anno con un soggiorno in Francia circa 200 giovani selezionati fra 40.000 candidati al concorso in una cinquantina di paesi. Tutti hanno fra i 16 e i 20 anni.

## Svolgimento
«Allons en France» si svolge in 3 tappe:
- concorsi a livello nazionale di lingua e cultura francese organizzati dai services de Coopération et d'Action Culturelle delle ambasciate francesi (sono l'equivalente degli Istituti italiani di cultura all'estero) in più di 50 paesi attorno ad un tema conduttore proposto annualmente dal Ministère des Affaires étrangères
- fatta la selezione, i vincitori dei concorsi nazionali partecipano ad una cerimonia di premiazione
- soggiorno di una decina di giorni in Francia attorno al tema conduttore ritenuto, con ricevimento al ministero, visite culturali, partecipazione ad eventi

I partecipanti del programma «Allons en France» sono detti «AEFiens» (letto aéfien).